# Heteromys desmarestianus
Heteromys desmarestianus es una especie de roedor de la familia Heteromyidae, nativa de América Central y el norte de América del Sur.

## Distribución y hábitat
Su área de distribución incluye el sur de México, Belice, Guatemala, El Salvador, Honduras, Nicaragua, Costa Rica, Panamá y noroeste de Colombia.
Es una especie terrestre cuyo hábitat se compone de bosque perenne y semicaduco.

## Subespecies
Se reconoce las siguientes subespecies:
- Heteromys desmarestianus chiriquensis
- Heteromys desmarestianus crassirostris
- Heteromys desmarestianus desmarestianus
- Heteromys desmarestianus fuscatus
- Heteromys desmarestianus goldmani
- Heteromys desmarestianus panamensis
- Heteromys desmarestianus planifrons
- Heteromys desmarestianus repens
- Heteromys desmarestianus subaffinis
- Heteromys desmarestianus temporalis
- Heteromys desmarestianus underwoodi
- Heteromys desmarestianus zonalis